# Bernardo Aldrete
Bernardo Aldrete (* 21. August 1560 in Málaga; † 4. Oktober 1641) war ein spanischer Humanist und früher Romanist.

## Leben
In seinem Werk Del origen y principio de la lengua castellana o romance que hoy se usa en España (Rom 1606; Madrid 1674; Edición facsimilar y estudio de Lidio Nieto Jiménez, 2 Bde., Madrid  1972–1975; ohne Studie, 1993; Valladolid 2002) bewies Bernardo José de Aldrete ausführlich die lateinische Herkunft des Spanischen und beschrieb den Romanisierungsprozess auf der iberischen Halbinsel. Damit erwies er sich als zu seiner Zeit konkurrenzloser Romanist avant la lettre.

## Werke
- Varias antigüedades de España, África y otras provincias, Antwerpen 1614 (Nachdruck New York 2009)